# Lagergren (romersk adelsätt)
För andra personer och släkter med detta namn se Lagergren respektive Lagergren (släkt)
Lagergren är en svensk släkt där en gren adlades av påven till markgrevar och grevar.

## Historia
Släkten Lagergren härstammar från Långebråt i Åtvidaberg, och utgjordes på 1700- och 1800-talet av kyrkoherdar, godsägare, lantmätare, inspektorer och andra ståndspersoner.
Claes Lagergren (1853–1930), påvlig kabinettskammarherre, förlänades av påven Leo XIII titeln markis 1889 i ärftlig utvidgad primogenitur (far och äldste sonen har titeln). 1892 köpte markis Claes Lagergren godset Tyresö med Tyresö slott. Efter hans död donerades i enlighet med hans testamente slottet och slottsområdet till Nordiska museet. Claes Lagergren gifte sig med Caroline (Alice Maria Beatrice Claudia) Russell den 6 maj 1891 i Rom och fick tre söner:
1. Claes Leo Alexander Carl Erik Johan Axel Claesson Lagergren (1892–1961), markis, påvlig kabinettskammarherre
2. Leo Johan Arthur Louis Josef Gustaf Howland Claesson Lagergren (1898–1975), greve, påvlig kabinettskammarherre
3. Leo Carl Gustaf Paul Johan Dionysius Claesson Lagergren (1899–1931), greve, löjtnant

År 1904 mottog de yngre sönerna Johan och Carl båda den ärftliga titeln Greve Lagergren av påven Pius X Titlarna ärvdes enligt agnatisk primogenitur, vilket innebär att titlarna innehas av den äldre manliga linjen till varje av dem. Respektive huvudman i varje linje enligt agnatisk primogenitur är den enda person som har rätt till titeln (såvida inte adelsbrevet vilket beviljat titeln anger något annat). Följaktligen skall respektive huvudman föra titeln före sitt efternamn utan att nämna hans förnamn. M.a.o. Greve Lagergren.
Övriga manliga ättemedlemmar, så länge de uppfyller de två kraven som definieras av det påvliga adelsbrevet från 1904, det vill säga 1) stammar från den första bäraren av titeln, genom en oavbruten följd av förfäder som legitimt gift sig under katolska regler. 2) aldrig har lämnat den katolska religionen, tituleras greve, omedelbart följt av deras förnamn och sedan deras efternamn, för att särskilja dem från familjernas respektive huvudmän enligt reglerna per Consulta Araldica.

## Personer i släkten (urval)

### Claes Lagergren och hans ätt
- Claes Eric Philip Frans Joseph Leo Lagergren (1853–1930), markis 1889–1930
  - Claes Leo Alexander Carl Erik Johan Axel Lagergren (1892–1961), markis 1892–1961
    - Claes Wilhelm Lagergren (1940–2016), markis 1961–2016

  - Johan Lagergren (1898–1975), greve 1904–1975
    - Gustaf-Erik Lagergren (1932–2000), greve 1975–2000
      - Carl-Gustaf Lagergren (1960–2013), greve 2000–2013 [1]

    - Johan-Arthur H L Lagergren (född 1936), greve 2013–

  - Carl Lagergren (1899–1931), greve 1904–1931